# Pere Comas Barceló
Pere Comas Barceló (Palma, 1952) és un periodista mallorquí.
Llicenciat en dret (1976) i en ciències de la informació (1981). El 1972 va començar a treballar al diari "Última Hora", on va col·laborar sobretot en les seccions d'informació municipal i d'ensenyament. Després en va ser redactor en cap i director adjunt. Des de 1984, i fins al 2014, va ser director del diari. En aquest temps es varen crear diversos suplements i, en especial, el dominical "Brisas", aconseguint consolidar-se com el periòdic amb més tirada de la premsa mallorquina.